# Баррьер, Пьер
Пьер Баррьер (фр. Pierre Barrière; ? — 31 августа 1593) — заговорщик, планировавший убийство короля Франции Генриха IV в 1593 году.
Родом из Орлеана. Католик. По одним данным был богатым владельцем фабрики и известным предпринимателем, по другой версии — лодочником.
Участник Католической лиги Франции. Задумал план убийства короля Франции и на исповеди сообщил об этом доминиканскому священнику Серафину Банки, который осудил его и донёс на него властям.
П. Баррьер был схвачен и казнён — колесован и разрублен на куски 31 августа 1593 года.